# Арлінгтон (Вашингтон)
Арлінгтон (англ. Arlington) — місто (англ. city) в США, в окрузі Сногоміш штату Вашингтон. Населення — 19 868 осіб (2020).

## Географія
Арлінгтон розташований за координатами 48°10′8″ пн. ш. 122°8′54″ зх. д. / 48.16889° пн. ш. 122.14833° зх. д. (48.168798, -122.148425).  За даними Бюро перепису населення США в 2010 році місто мало площу 23,98 км², з яких 23,97 км² — суходіл та 0,01 км² — водойми. В 2017 році площа становила 25,40 км², з яких 25,39 км² — суходіл та 0,01 км² — водойми.

### Клімат
| Клімат : Арлінгтон                                   | Клімат : Арлінгтон | Клімат : Арлінгтон | Клімат : Арлінгтон | Клімат : Арлінгтон | Клімат : Арлінгтон | Клімат : Арлінгтон | Клімат : Арлінгтон | Клімат : Арлінгтон | Клімат : Арлінгтон | Клімат : Арлінгтон | Клімат : Арлінгтон | Клімат : Арлінгтон | Клімат : Арлінгтон |
| Показник                                             | Січ.               | Лют.               | Бер.               | Квіт.              | Трав.              | Черв.              | Лип.               | Серп.              | Вер.               | Жовт.              | Лист.              | Груд.              | Рік                |
| Абсолютний максимум, °C                              | 15,0               | 21,1               | 23,9               | 26,1               | 28,3               | 31,7               | 33,9               | 34,4               | 30,0               | 36,7               | 18,9               | 15,6               | 36,7               |
| Середній максимум, °C                                | 6,9                | 10,3               | 11,1               | 15,1               | 17,1               | 20,1               | 23,1               | 23,0               | 16,2               | 15,9               | 11,4               | 7,4                | 14,8               |
| Середній мінімум, °C                                 | −1,5               | 0,0                | 1,4                | 3,1                | 5,6                | 8,2                | 10,2               | 10,6               | 8,4                | 8,3                | 0,3                | −0,4               | 4,5                |
| Абсолютний мінімум, °C                               | −13,9              | −8,9               | −5                 | −2,2               | −0,6               | 1,7                | 4,4                | 6,1                | 2,8                | −4,4               | −9,4               | −12,8              | −13,9              |
| Норма опадів, мм                                     | 147                | 108                | 113                | 95                 | 84                 | 69                 | 36                 | 41                 | 67                 | 113                | 154                | 156                | 1184               |
| Днів з опадами                                       | 20                 | 16                 | 18                 | 16                 | 13                 | 12                 | 6                  | 7                  | 10                 | 15                 | 19                 | 20                 | 172,0              |
| ---------------------------------------------------- | ------------------ | ------------------ | ------------------ | ------------------ | ------------------ | ------------------ | ------------------ | ------------------ | ------------------ | ------------------ | ------------------ | ------------------ | ------------------ |
| Джерело: Western Regional Climate Center (1922–2012) |                    |                    |                    |                    |                    |                    |                    |                    |                    |                    |                    |                    |                    |

## Демографія
Згідно з переписом 2010 року, у місті мешкало 17 926 осіб у 6563 домогосподарствах у складі 4520 родин. Густота населення становила 748 осіб/км².  Було 6929 помешкань (289/км²).
Расовий склад населення:
| - 85,6 % — білих - 3,3 % — азіатів - 1,4 % — корінних американців - 1,2 % — чорних або афроамериканців - 0,3 % — вихідців з тихоокеанських островів - 3,9 % — осіб інших рас |

До двох чи більше рас належало 4,2 %. Частка іспаномовних становила 9,5 % від усіх жителів.
За віковим діапазоном населення розподілялося таким чином: 28,3 % — особи молодші 18 років, 60,4 % — особи у віці 18—64 років, 11,3 % — особи у віці 65 років та старші. Медіана віку мешканця становила 34,3 року. На 100 осіб жіночої статі у місті припадало 94,6 чоловіків;  на 100 жінок у віці від 18 років та старших — 90,7 чоловіків також старших 18 років.
Середній дохід на одне домашнє господарство  становив 69 941 долар США (медіана — 64 086), а середній дохід на одну сім'ю — 82 888 доларів (медіана — 75 900). Медіана доходів становила 60 430 доларів для чоловіків та 38 607 доларів для жінок. За межею бідності перебувало 12,1 % осіб, у тому числі 14,8 % дітей у віці до 18 років та 10,9 % осіб у віці 65 років та старших.
Цивільне працевлаштоване населення становило 8478 осіб. Основні галузі зайнятості: освіта, охорона здоров'я та соціальна допомога — 19,3 %, виробництво — 18,5 %, роздрібна торгівля — 11,3 %, мистецтво, розваги та відпочинок — 10,4 %.